# Ernst Lübeck
Ernst Heinrich Lübeck (Den Haag, 24 augustus 1829 - Parijs, 17 september 1876) was een Nederlands pianist en componist.
Hij was zoon van “kapelmeester van den koning” en directeur van de muziekschool Johann Lübeck en Maria Wilhelmina Seiffert. Broer Louis Lübeck werd eveneens musicus.
Hij kreeg zijn muziekopleiding in Den Haag en bij het Hernhutter-instituut. Hij zette zijn studies voort bij zijn vader in de vakken viool, piano en muziektheorie met nadruk op die tweede. Hij trok in 1850 naar Londen om er als concertpianist een loopbaan op te bouwen, maar was alweer snel terug. Hij werd muziekdocent in Den Haag en Leiden. In 1851 maakte hij samen met Frans Coenen een concertreis door Zuid-Amerika en Midden-Amerika (Suriname, Venezuele, Colombia, Panama, Mexico, Peru en Chili). Vervolgens trok hij naar Parijs. Hij speelde daar voornamelijk kamermuziek onder andere met musici als Édouard Lalo, Jules Armingaud en Jacquard. Volgens Viotta, die hem pianovirtuoos noemde, omschreef Hector Berlioz hem als een buitengewoon pianist.
Hij overleed aan een psychische ziekte, waarvan de eerste tekenen zich toonden na de Frans-Duitse Oorlog van 1870-1871. Hij stortte in 1876 volledig in na een concert (hij zou als man met Duitse naam onvoldoende applaus hebben gekregen), waarna hij een korte periode werd verzorgd door de Markies de Plantis en diens dochter, mevrouw Lübeck, tevens arts.
Hij schreef enkele werken voor piano, waarvan maar weinig bewaard is gebleven:
- opus 13: Berceuse
- opus 14: Polonaise, Tarantelle,
- opus 15: Twaalf etudes, waarvan de nummers 1 en 3 zijn vastgelegd door Frans van Ruth op Varagram[1]; nummer 9 en 11 werden door Jack de Bie vastgelegd voor Koch Schwann
- Rêverie caracteristique
- Concerto symphonique (pianoconcert) in drie delen Allegro con brio, Andantino en Scherzo en finale, op 1 december 1858 uitgevoerd in Diligentia door de componist; werk is zoekgeraakt

- Gemeinsame Normdatei: 117253235
- International Standard Name Identifier: 0000 0000 2851 1647
- Library of Congress Control Number: n92020457
- Nederlandse Thesaurus van Auteursnamen: 153047747
- Virtual International Authority File: 25374917
- WorldCat: E39PBJg8Ct7GmBp8KgqGCdgtKd